# Gorączka złota nad Klondike

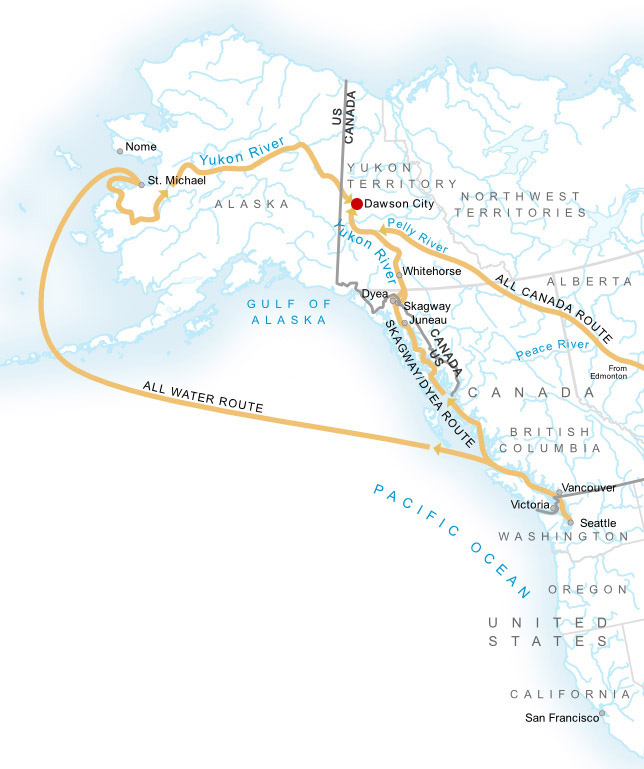
Droga do Klondike

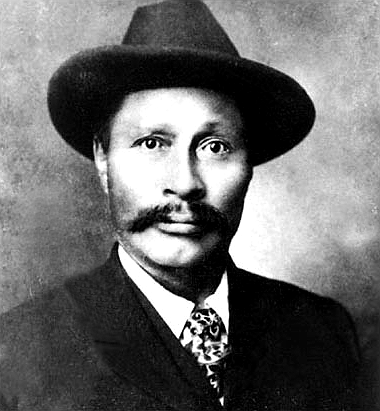
Skookum Jim

Gorączka złota nad Klondike – „gorączka złota” nad rzeką Klondike w Jukonie w Kanadzie, która rozgorzała w 1896 i zaczęła wygasać w pierwszych latach XX wieku.

## Historia
Długo przed 1896 r. zdawano sobie sprawę z możliwości znalezienia złota w północnej części Gór Skalistych. Po gorączce złota nad rzeką Fraser uwaga poszukiwaczy zwróciła się na tereny położone bardziej na północ. W sierpniu 1896 trzej poszukiwacze George Carmack, Skookum Jim i Tagish Charley znaleźli bogate złoża nad strumieniem Bonanza Creek, dopływem rzeki Klondike. Informacja, przez miesiące utrzymywana przez szczęśliwych górników w tajemnicy, wydostała się na świat w początku 1897 r., gdy obładowani złotem pojawili się w Seattle, wywołując histerię i napływ tysięcy poszukiwaczy.
Większość poszukiwaczy była przybyszami ze Stanów Zjednoczonych, którzy podróżowali zatrzymując się w Seattle, gdzie nabywali zapasy żywności, namioty i narzędzia, i wyruszali na północ. Kolejnym przystankiem w drodze na tereny złotonośne była niewielka miejscowość Skagway u wrót Alaski, skąd już na piechotę lub jucznymi karawanami przedzierali się przez przełęcze Chilkoot lub White Pass. Stamtąd dostawali się do Dawson, siedziby administracji Jukonu. Niewielka część poszukiwaczy, głównie pochodzących z Kanady, wybierała drogę z Edmonton, wzdłuż wschodnich stoków Gór Skalistych.
Już w kwietniu 1897 r. w Dawson było zarejestrowanych 1,5 tysiąca górników, w sierpniu liczba ich osiągnęła 3,5 tysiąca, by w rok później dojść niemal do 30 tysięcy (obecnie ponad tysiąc mieszkańców).
W momencie wybuchu gorączki złota rząd Kanady był w czasie procesu tworzenia administracji Terytoriów Północno-Zachodnich i nie istniała jeszcze żadna administracja w Dystrykcie Jukonu, będącym ich najdalszą rubieżą. Doraźnie wysłano tam oddział nowo utworzonej Północno-Zachodniej Policji Konnej pod dowództwem Sama Steele'a. Pełnił on początkowo wszystkie funkcje administracyjne. Dzięki sprawności policji, gorączka złota nad rzeką Klondike stała się najspokojniejszym wydarzeniem tego typu.
Wydarzenia te zostały rozsławione w książkach m.in. Jacka Londona (Bellew Zawierucha) i Juliusza Verne'a (Skarby wulkanu), a także w licznych filmach np. niemej komedii Charliego Chaplina Gorączka złota (ang. The Gold Rush z 1925). Postać Walta Disneya Sknerus McKwacz zarobił swój pierwszy milion dolarów w czasie gorączki złota nad Klondike.
Gorączka złota nad Klondike wygasła w 1903 r. po wyczerpaniu się głównych zasobów złota. Większość poszukiwaczy przeniosła się na Alaskę, gdzie także odkryto bogate złoża tego kruszcu.
Na terenach eksploracji złóż złota utworzono Narodowy park historyczny gorączki złota nad Klondike (ang. Klondike Gold Rush National Historical Park) w Stanach Zjednoczonych i Dawson Historical Complex w Kanadzie, a także objęto ochroną muzealną szereg obiektów związanych z historią tych wydarzeń: Chilkoot Trail w Kolumbii Brytyjskiej – połączenia drogowe z kopalniami, a na terytorium Jukonu 12 kolejnych.

## W kulturze
W komiksach i filmach ze Sknerusem McKwaczem opowiada się, że stał się bogaty po tym jak znalazł złoto na działce w Klondike, którą kupił za niewielkie pieniądze. Nie ono go jednak uczyniło najbogatszym kaczorem na świecie, ale inwestycje, które dzięki niemu dokonał, a pieniądze z nich przeznaczył na kolejne.